# József Csák
József Csák (ur. 10 listopada 1966 w Budapeszcie) – węgierski judoka, zdobywca srebrnego medalu na letnich igrzyskach olimpijskich w Barcelonie i na Mistrzostwach Europy we Wrocławiu w kategorii do 65 kilogramów. Mistrz Węgier w latach 1992-1995 w kategorii 65 kg.